# شريان الديحاني
شريان عبد العزيز مرزوق شريان الديحاني من مواليد دولة الكويت عام 1994، شاعر كويتي.

## مسيرته
برز شريان الديحاني في الأصبوحات والأمسيات الشعرية، وكانت موهبته هي لعب كرة القدم ولكنه تعرض للإصابة جعلته يغير ميوله إلى الشعر فلم ييأس بعد الإصابة، وأتجه إلى الشعر ليتميز بحب التحدي فهو دائما يسعى لأن يحتل مكانة عظمى في مجال ويسعى للبحث عن التقدم والتطوير بالإضافة إلى ذلك فهو يحترم من حوله ولا يتعدي علي أحد، فهو يحمل الكثير من الصفات المشتركة من أبويه فهو ورث عن والدته الصبر والهدوء ومن والده التضحية. وأكد أن من ساعده لي التقدم والابداع في هذا المجال هي والدته فهي من وقف بجانبه وشجعة.

## قصائده
- ياللي وطن قلبي.[3]
- يا أصعب أسئلة عمري.
- ابشرك بادي اتعلق باحد ثاني.
- أنا مشتاق لفلانة.
- ياداعيتني بالهوى.. والهوى زان.
- سيدة إبريل.
- يهمني ماضيك.
- كل عام وانت الغير.

## أعماله
- ديوان «شريان قلبي».[4]